# Eduardo Amer
Eduardo Amer (Mérida, Yucatán , México; 30 de noviembre de 1987) es un actor mexicano que se dio a conocer por su participación en la serie de Telemundo Señora Acero.

## Carrera
Ingresó al (CEA) en 2011 y egresó en 2012 y posteriormente trabajó realizando breves participaciones en telenovelas como La tempestad, Porque el amor manda, Qué bonito amor, entre otras. También estudió negocios internacionales.
Participó en los programas unitarios La rosa de Guadalupe y Como dice el dicho. 
Desde 2015, trabaja en Telemundo en la segunda temporada de Señora Acero interpretando a "el Bebote" miembro del cártel de Tijuana, junto a Jorge Zárate y Alberto Agnesi. Aunque su participación en la serie iba a ser corta, consiguió participar hasta la tercera y cuarta temporada falleciendo su personaje en el capítulo 13 de la quinta temporada.

## Trayectoria

### Telenovelas/Series
- Esta historia me suena (2020) - Rodrigo (Episodio: La llave)
- Señora Acero (2015-2018) - José "el Bebote"[3]
- La rosa de Guadalupe (2012-2015) - Asaltante (Episodio: Los ojos del amor) - Felipe (Episodio: Un pedacito de cielo) - Patricio (Episodio: Flor de loto) - Antonio (Episodio: La Fábrica de Bebés) - Rubén (Episodio: Le llamaban esclava) - Germán (Episodio: La fuerza de la verdad) - Elías (Episodio: En cada lado del arcoíris)
- Como dice el dicho (2014) - Luis (Episodio: Ave vieja, no entra en jaula)
- La malquerida (2014) - Wicho
- Nueva vida (2013)
- Porque el amor manda (2012-2013)
- Qué bonito amor (2012-2013)
- La tempestad (2012)

### Programas
- Noches con Platanito - Invitado, junto con Mauricio Henao y Lucía Silva de Señora Acero (2016)

### Teatro
- Soltero, casado, viudo y divorciado (2014-2015)